# 孔塔尔迈松
孔塔尔迈松（法語：Contalmaison，法語發音：[kɔ̃talmɛzɔ̃]）是法国上法蘭西大區索姆省的一个市镇，属于佩罗讷区。

## 地理
孔塔尔迈松（50°1'23"N, 2°43'49"E）面积5.67 平方千米，位于法国上法蘭西大區索姆省，该省份为法国北部沿海省份，北起加来海峡省和北部省，西接滨海塞纳省和大西洋英吉利海峡，南至瓦兹省，东临埃纳省。
与孔塔尔迈松接壤的市镇（或旧市镇、城区）包括：马坦皮什、巴藏坦、库尔瑟莱特、弗里库尔、奥维莱尔-拉布瓦塞勒、波济耶尔、卡尔努瓦-马梅。
孔塔尔迈松的时区为UTC+01:00、UTC+02:00（夏令时）。

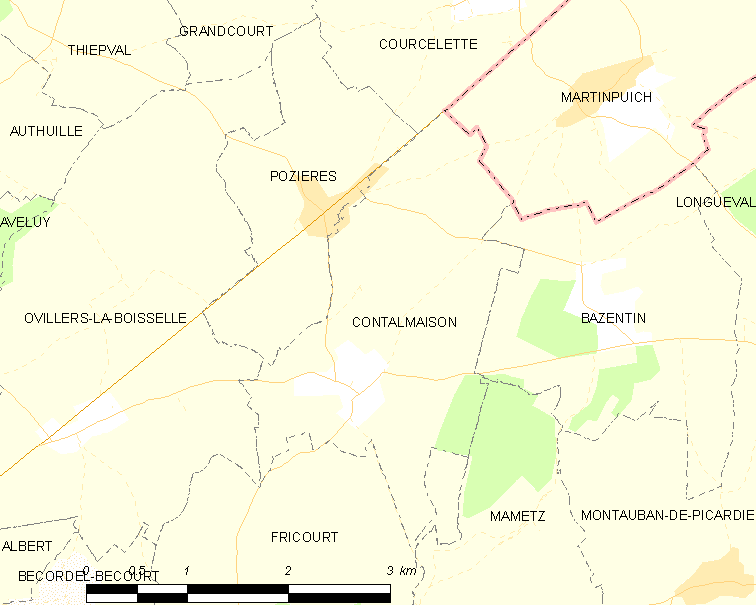
孔塔尔迈松的OSM定位图

## 行政
孔塔尔迈松的邮政编码为80300，INSEE市镇编码为80206。

## 政治
孔塔尔迈松所属的省级选区为阿尔贝县。

## 人口

1962-2008年间孔塔尔迈松人口变化图示

孔塔尔迈松于2022年1月1日时的人口数量为122人。